# 福川伸陽
福川伸陽（ふくかわ のぶあき、1981年 - ）は、日本の神奈川県出身のホルン奏者である。東京音楽大学准教授。

## 経歴
明治大学付属明治高等学校・中学校卒業。丸山勉、田中正大にホルンを師事。2000年に武蔵野音楽大学に入学、2003年には日本フィルハーモニー交響楽団のホルン首席奏者として活動する。2013年よりNHK交響楽団のホルン奏者として活動、2015年4月に首席奏者となる。2021年3月、NHK交響楽団を退団することを発表し、2021年7月現在はMIYAZAWA & Co.でマネジメントを受けている。

## 受賞歴
- 第77回日本音楽コンクール ホルン部門第1位[6]